# Себастіан Де Соуза
Себастіан Де Соуза (англ. Sebastian de Souza; нар. 19 квітня 1993, Оксфорд, Англія, Велика Британія) — англійський актор.

## Біографія
Себастіан Деніс Де Суоза народився в Оксфорд, Англія, але дитинство проходило в Боксфорді, графство Беркшир. Себастіан наймолодша дитина в родині. Його батько Кріс Де Суоза (англ. Chris de Souza) — оперний продюсер.
В 13 років виграв музичну нагороду в Школі Святого Едварда (англ. St Edward’s School), Оксфорд, в якій також брав участь у шкільних спектаклях. У 2009 Себастіан приєднався до Національного молодіжного театру.

## Кар'єра
На початку своєї телевізійної кар'єри Де Суоза з'явився в документальному серіалі «Правда про злочини».
Відомий своєю роллю Метті Левана у британському серіалі «Скінс», він також примітний своєю роботою у «Борджіа», в якому виконав роль Альфонсо Арагонського.
Де Суоза знявся в незалежному британському триллері «Пластик» разом з Віллом Поултером, Едвардом Спелірсом та Альфі Алленом. Наступна роль актора — Майло, у фільмі «Закохані діти» про групу молоді, яка насолоджується своїм життям у Лондоні. В цьому фільмі Себастіан також виступає співавтором сценарію.

## Фільмографія

### Фільми
| Рік  | Назва                | Оригінальна назва     | Роль  | Примітки |
| ---- | -------------------- | --------------------- | ----- | -------- |
| 2009 | «Правда про злочини» | The Truth About Crime | себе  |          |
| 2014 | «Пластик»            | Plastic               | Рафа  |          |
| 2016 | «Закохані діти»      | Kids in Love          | Майло |          |
| 2023 | «Чиста гра»          | Fair Play             | Рорі  |          |

### Серіали
| Рік       | Назва              | Оригінальна назва | Роль                 | Примітки    |
| --------- | ------------------ | ----------------- | -------------------- | ----------- |
| 2011–2012 | «Скінс»            | Skins             | Метті Леван          | 14 епізодів |
| 2012–2013 | Борджіа            | The Borgias       | Альфонсо Арагонський | 11 епізодів |
| 2015      |                    | Crossing Lines    | Маттео де Сабато     | 1 епізод    |
| 2016      | «Шлях до одужання» | Recovery Road     | Вес Стюарт           | 10 епізодів |